# Математична хімія
Математи́чна хі́мія — галузь дослідження, що займається застосуванням математики до хімії, а саме використання математичного моделювання до хімічних явищ. Математична хімія, ще часом називається комп'ютерною хімією, але остання ширше поняття, яке містить у собі математичну хімію як один зі своїх розділів. Основою моделі для математичної хімії є молекулярний граф та топологічний індекс.
Однією з основних галузей дослідження в математичній хімії є хімічна теорія графів, яка має справу з такими темами, як математичне вивчення ізомерії та розробку топологічних індексів, що знайшли застосування в QSAR (абревіатура від англ. quantitative structure-property relationship, тобто пошук кількісних співвідношень структура-властивість). Іншими галузями дослідження є хімічні аспекти теорії груп, що знайшли застосування в стереохімії та квантовій хімії, а також топологічні аспекти хімії.
Історія математичної хімії сягає 19 століття — вже в 1894 році німецький математик Георг Гельм опублікував трактат під назвою «Принципи математичної хімії: Енергетика хімічних явищ». Серед деяких із сучасних періодичних видань, що спеціалізуються на математичній хімії є MATCH Communications in Mathematical and in Computer Chemistry (вперше опублікований в 1975 році) та Journal of Mathematical Chemistry (вперше опублікований в 1987 році).